# 28ª edizione dei Directors Guild of America Award
La 28ª edizione dei Directors Guild of America Award si è tenuta nel corso del 1976 e ha premiato il migliore regista cinematografico e i migliori registi televisivi del 1975.

## Cinema
- Miloš Forman – Qualcuno volò sul nido del cuculo (One Flew Over the Cuckoo's Nest)
- Robert Altman – Nashville
- Sidney Lumet – Quel pomeriggio di un giorno da cani (Dog Day Afternoon)
- Stanley Kubrick – Barry Lyndon
- Steven Spielberg – Lo squalo (Jaws)

## Televisione

### Serie drammatiche
- James Cellan-Jones – Jennie, Lady Randolph Churchill
- David Friedkin – Kojak per l'episodio Bianco e freddo Natale (How Cruel the Frost, How Bright the Stars)
- George Schaefer – Lincoln

### Serie commedia
- Hy Averback – M*A*S*H per l'episodio Bombardati (Bombed)
- Hal Cooper – Maude per la terza stagione (episodi 15-23) e la quarta stagione (episodi 1-14)
- Joan Darling – Mary Tyler Moore per l'episodio Chuckles Bites the Dust

### Miniserie e film tv
- Sam O'Steen – Queen of the Stardust Ballroom
- Lamont Johnson – Processo alla paura (Fear on Trial)
- Buzz Kulik – Babe

### Trasmissioni musicali e d'intrattenimento
- Jay Sandrich – The Lily Tomlin Special
- Bill Davis – John Denver Rocky Mountain Years
- Dwight Hemion – Steve and Eydie - Our Love Is Here to Stay

### Documentari e news
- Irv Drasnin – CBS Reports per The Guns of Autumn
- Martin Morris – Kennedy Assassination
- Howard Stringer – A Tale of Two Irelands

### Migliore regista televisivo dell'anno
- Sam O'Steen